# Laghi di Chadwick
I laghi di Chadwick (in inglese Chadwick lakes, in maltese Wied il-Qlejgha) sono dei bacini artificiali nell'isola di Malta nel consiglio locale di Rabat ma più vicini al centro abitato di Mtarfa.

## Storia
Dopo un'epidemia di colera nel 1887, l'approvvigionamento di acqua pulita divenne un aspetto importante, quindi venne decisa la creazione dei laghi di Chadwick con il loro sistema di dighe per raccogliere l'acqua piovana e utilizzare per l'acqua potabile. Sono stati progettati dall'ingegnere civile britannico Osbert Chadwick, che si è occupato nel 1890 dei lavori di costruzione. L'area si trova tra Rabat e Mtarfa e offre opportunità per escursioni. I laghi sono un habitat per molte specie vegetali e animali. L'acqua scorre attraverso diversi bacini in direzione di Mosta. Nel corso del tempo, tuttavia, i serbatoi si sono riempiti di sedimenti, detriti e altri contaminanti, facendo tracimare l'acqua e causando problemi ai contadini nel 2009, in quanto i campi circostanti sono stati inondati.